# Giona d'Orléans
Giona d'Orléans (760 circa – 843) è stato vescovo della diocesi francese di Orléans e letterato.

## Biografia
Le notizie riguardo alla vita di Giona sono piuttosto frammentarie, si ipotizza che sia nato prima del 780 in Aquitania. Ha studiato letteratura prima di ricevere gli ordini sacri.
Quando l'imperatore Ludovico il Pio nell'817 emise l'Ordinatio imperii, dividendo tra i suoi figli i territori imperiali e la corona, suo nipote Bernardo re d'Italia vedendosi esautorato dei suoi poteri si ribella. La rivolta venne soppressa nell'818 e Bernardo, condannato ad essere accecato ed imprigionato, morì due giorni dopo per le tremende ferite riportate agl'occhi. Proprio da questi eventi Giona diventa vescovo d'Orléans, sostituendo il suo predecessore Teodulfo accusato di aver partecipato alla rivolta e quindi imprigionato.
Apprezzato dai suoi contemporanei per la sua cultura ed il suo talento letterario, Giona si mise al servizio dell'imperatore per risolvere i problemi riguardanti il potere religioso e quello politico. Esso ha partecipato alla risoluzione di molti conflitti in qualità di messo imperiale, in particolare è da ricordare l'importante ruolo che ricoprì nelle varie assemblee di vescovi riunite tra l'820 e l'830.
Giona d'Orléans è ricordato per aver scritto L'istruzione dei laici, pubblicato prima dell'828: esso può essere considerato la prima parte di un dittico che prosegue in L'istruzione dei principi, redatto nell'831 ed indirizzato a Pipino I di Aquitania. Giona vi distingue e oppone l'autorità dei vescovi e quella del re, per affermare che il compito del principe è quello di governare i suoi Stati e di proteggere la Chiesa, senza intaccare la competenza di questa. Oltre a queste due opere scrisse anche il De cultu imaginum, testo riguardante il sinodo di Parigi dell'825, ma pubblicato soltanto nell'840. Partecipò al concilio di Thionville.